# Resolució 1472 del Consell de Seguretat de les Nacions Unides
La Resolució 1472 del Consell de Seguretat de les Nacions Unides fou adoptada per unanimitat el 28 de març de 2003. Després de recordar totes les resolucions anteriors sobre Iraq, incloses les resolucions 661 (1991), 986 (1995), 1409 (2002) i 1454 (2002) en relació amb la prestació de l'ajuda humanitària al poble iraquià, el Consell va aprovar els ajustaments del Programa Petroli per Aliments donant al Secretari General més autoritat per administrar el programa durant els següents 45 dies. El programa s'havia suspès quan el secretari general va ordenar que tot el personal de les Nacions Unides marxés de l'Iraq dies abans de la invasió dirigida pels EUA.
La resolució es va adoptar després d'una setmana de negociacions tancades, amb França, Rússia i Síria que s'oposaven a l'ús de diners humanitaris per finançar operacions militars contra l'Iraq. Gairebé 70 països van participar en les discussions, i molts manifestaren la seva oposició a la invasió de l'Iraq liderada pels EUA.

## Resolució

### Observacions
El Consell de Seguretat va assenyalar que, d'acord amb el Quart Conveni de Ginebra de 1949, el poder ocupant és responsable de la provisió d'aliments i subministraments mèdics, especialment si els recursos del territori ocupat són insuficients. Està convençut de la necessitat d'una mesura temporal per proporcionar assistència humanitària a la població iraquiana arreu del país i d'estendre aquestes mesures a aquells que van abandonar l'Iraq a causa de la guerra de l'Iraq.
D'altra banda, va prendre nota de la decisió del secretari general Kofi Annan de retirar tot el personal que treballa en la implementació del Programa Petroli per Aliments de l'Iraq el 17 de març de 2003. Va reafirmar la necessitat de proporcionar assistència humanitària i la necessitat d'una nova avaluació del Programa. Es va reafirmar el dret del poble iraquià a controlar els seus recursos naturals i determinar el seu propi futur polític.

### Actes
Actuant sota el Capítol VII de la Carta de les Nacions Unides, es va instar a totes les parts interessades a complir les seves obligacions en virtut del dret internacional i es convocà a la comunitat internacional a proporcionar ajudes humanitàries als iraquians dins i fora del país. Tenint en compte les circumstàncies a l'Iraq, el Consell va reconèixer la necessitat d'alterar temporalment el Programa per assegurar la implementació de contractes finançats i no finançats subscrits pel govern de l'Iraq per satisfer les necessitats dels refugiats i desplaçats interns. En aquest sentit, es va autoritzar al Secretari General a:
(a) establir llocs alternatius per al lliurament, la inspecció i la confirmació dels subministraments humanitaris tant dins com fora d'Iraq;
(b) revisar contractes finançats i no finançats per determinar prioritats de subministraments relatius a necessitats civils essencials;
(c) contactar els proveïdors dels béns per determinar la seva ubicació;
(d) negociar i acordar ajustos als contractes;
(e) negociar i iniciar nous contractes per subministraments mèdics essencials;
(f) transferir fons no compromesos entre comptes creats a la Resolució 986 per assegurar el lliurament de subministraments humanitaris;
(g) utilitzar fons addicionals per compensar als proveïdors per costos addicionals;
(h) complir amb altres costos operatius i administratius derivats del Programa ajustat;
(i) utilitzar fons als comptes per comprar béns produïts localment.
S'autoritzarien activitats addicionals quan es millorés la situació al país i es posarien a disposició fons addicionals. Totes les sol·licituds fetes fora del programa Petroli per Aliments seran revisades pel Comitè del Consell de Seguretat establert en la Resolució 661, que també vigilarà les noves disposicions de la resolució actual. Les noves disposicions es mantindrien vigents durant 45 dies, subjectes a una nova renovació. Mentrestant, tots els interessats van ser convidats a permetre l'accés sense restriccions de les organitzacions humanitàries internacionals al poble iraquià i promoure la seva seguretat i lliure circulació i la del personal de les Nacions Unides.